# 约翰尼·朱赞
乔纳森·英·朱赞（2001年3月17日—）為美國男子籃球運動員，現效力於NBA犹他爵士。

## 早年
朱赞出生於美國加利福尼亚州洛杉矶，其母親為越南人。2019年4月24日，朱赞宣布將從2020屆跳級到2019屆。5月10日，朱赞承諾就讀肯塔基大学。2020年3月27日，朱赞將名字放上NCAA轉學門戶（Transfer Portal）網站上。4月9日，朱赞承諾就讀加州大学洛杉矶分校。2022年4月20日，朱赞宣布投入NBA选秀。

## 職業生涯
2022年6月23日，朱赞在NBA选秀會上未獲得任何球隊青睞。7月15日，犹他爵士與朱赞簽下双向合同。2023年7月19日，犹他爵士重新與朱赞簽下双向合同。2024年8月13日，犹他爵士與朱赞簽約，合約為四年1200萬美元。

## 外部連結
- 约翰尼·朱赞在NBA（英语）
- 约翰尼·朱赞在NBA G聯盟（英语）
- 约翰尼·朱赞在Basketball-Reference.com（NBA）（英语）
- 约翰尼·朱赞在Basketball-Reference.com（NBA G聯盟）（英语）
- 约翰尼·朱赞在Sports-Reference.com（NCAA）（英语）
- 约翰尼·朱赞在ESPN（NBA）（英语）
- 约翰尼·朱赞在Eurobasket.com（球員）（英语）
- 约翰尼·朱赞在RealGM（英语）
- 约翰尼·朱赞在Proballers（英语）